# Патара-Ґондріо
Патара-Ґондріо (груз. პატარა გონდრიო) — село в Грузії.
За даними перепису населення 2014 року в селі проживає 533 особи.